# Bangweulu-tó
Bangweulu – „ahol az ég a vízbe ér” – egy hatalmas tó- és mocsárrendszer, melyet a Bangweulu-tó, a Bangweulu-mocsár és a Bangweulu-síkság vagy -ártér alkot. A vízrendszer Zambia Luapula tartományában és Északi tartományában a Kongó felső folyása mentén, csaknem teljesen sík területen fekszik, a tengerszint feletti 1140 m-es magasságban.
A tó fontos szerepet játszik Zambia északi részének gazdaságában és biológiai sokszínűségében, valamint egy nála sokkal nagyobb terület madárvilágának fenntartásában. Napjainkban a tó és a körülötte fekvő terület jelentős környezeti feszültségeket és környezetvédelmi kérdéseket vet fel.
A Bangweulu-tó hosszanti tengelye 75 km, szélessége 40 km, állandó nyílt vizfelülete körülbelül 3000 km², mely a májusban véget érő esős évszak végére – mocsarai és árterületei kiáradása következtében – jelentősen megnövekszik. A tó és az árterületek együttes területe eléri a 15 000 km²-t. A tó átlagos mélysége mindössze 4 m.
A Bangweulu vízrendszert mintegy tizenhét folyó táplálja, ezek közül a Chambeshi-folyó (a Kongó forrása) a legnagyobb; vizét a Luapula-folyó vezeti le.

## A Bangweulu-tó részei

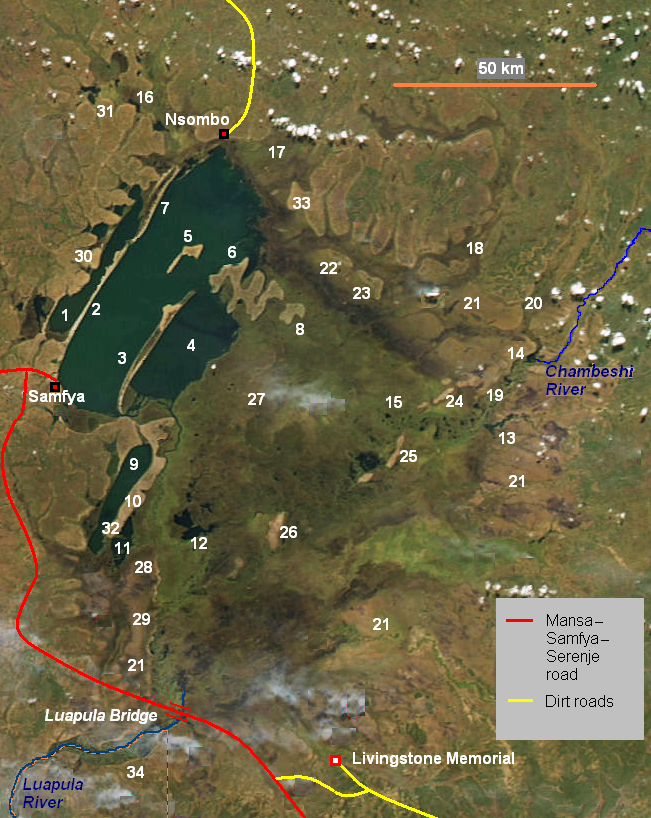
A Bangweulu-tó (balra fent) és a Bangweulu-mocsár (középen) műholdas felvételen. A sötétzöld területek nyílt vízfelületek. Jelölések: 1 Chifunabuli-tó, 2 Lifunge félsziget, 3 Mbabala-sziget, 4 Walilupe-tó, 5 Chishi-sziget, 6 Chilubi-sziget, 7 Lifunge Mwenzi-sziget, 8 Nsumbu-sziget, 9 Kampolombo-tó, 10 Kapata félsziget, 11 Kangwena-tó, 12 Chali-tó, 13 Chaya-tó, 14 Wumba-tó, 15 Pook lagúna, 16 a Lupososhi torkolata, 17 a Luena torkolata, 18 a Lukuto torkolata, 19 a Chambeshi torkolata, 20 Luansenshi-folyó, 21 Füves árterületek, 22 Chichile-sziget, 23 Kasansa-sziget, 24 Panyo- sziget, 25 Nsalushi- sziget, 26 Ncheta- sziget, 27 Lunga homokpad, 28 Kasenga, 29 Kataba, 30 Lubwe, 31 Kasaba, 32 Twingi, 33 Chaba, 34 Kongói nyúlvány. Műholdas felvétel: Jeff Schmaltz, MODIS Rapid Response Team, NASA/GSFC

(A zárójelben lévő számok a műholdas képen lévő helyekre vonatkoznak.)
A Bangweulu vízrendszer jellegzetes képződményei a délnyugat-északkeleti irányban futó homokpadok. Ezek a homokpadok különösen szembetűnőek a műholdas felvételeken, melyeken könnyen kivehető a Lifunge félsziget (2), a Mbabala-sziget  (3), a Chilubi-sziget (6) és a Kapata félsziget (10). Ezek a tavat annak fő tengelyével párhuzamosan három részre osztják. Egyikük egy 50 km hosszúságú és mindössze 5 km széles felületet vág le, ez a Chifunabuli-tó (1). Ennek bejárata a Lifunge félsziget végénél látható homoknyelveknél mindössze 250 m széles. 
Egy másik homokhát, a Mbabala-sziget a 30 km hosszúságú és 13 km széles Walilupe-tavat (4) választja le a fő vízrendszerről. A tónak a Lifunge és Mbalala sziget közé eső legnagyobb, középső részét Bangweulu néven ismerik.
A Bangweulu-tó körül számos öböl, folyótorkolat, további kisebb tavak és lagúnák találhatók, melyeket nyílt vízfelület, szűk csatornák vagy mocsaras területek kötnek össze. Ezek közül a legnagyobb a Kampolombo-tó (9), melynek hossza 30 km, szélessége 5 km, és melyet a tőle északra fekvő Walilupe-tóval egy 7 km hosszúságú csatorna köt össze. A 32 km hosszúságú Kapata-félsziget a Kampolombo-tó és a mocsár között húzódik; keleti oldalán a déli csúcsánál fekszik a 15 km hosszúságú Kangwena-tó (11).
Határozott partszakasza csak a tó nyugati oldalának és egy néhány szigetnek van, ezeken a helyeken – különösen Samfya környékén – homokos partok húzódnak, bár még itt is előfordul, hogy egyes öblök és benyílások mocsarasak.

## A Bangweulu mocsár
A Bangweulu mocsár, mely nagyobb területű, mint maga a tó, a tótól délkeletre és délre terül el. A mocsár fő területe egy nagyjából 120 km-szer 75 km-es területen fekszik, felülete általában nem csökken 9000  km² alá.
A mocsár a Luapula-folyó éves áradásának szabályzásában játszik fontos szerepet, mivel a számtalan csatorna és lagúna csak fokozatosan engedi le a mocsár vizét a Luapulába, így az esős évszakban a Luapula völgye csak mérsékelten árasztódik el.

### Folyók és csatornák
A Bangweulu mocsarat elsősorban az északkelet felől beömlő Chambeshi-folyó táplálja, vízét a délen kiömlő Luapula-folyó vezeti el. A Bangweulu-tavat a folyókkal, valamint a folyókat egymással csatornák bonyolult hálózata köti össze a mocsáron keresztül. Ezeket a csatornákat gyakran tömi el a növényzet, irányukat megváltoztathatják, emiatt a tájékozódás nem egyszerű feladat. Az úszó papirusznád-telepek néha annyira elzárják a csatornákat, hogy csak fatörzsből kivájt csónakkal lehet rajtuk közlekedni. A motoros vízi járműveket szélességük és a hajócsavarba akadó növényzet akadályozza a haladásban.
A mocsáron keresztül vágott csatornákkal már a gyarmati idők óta próbálkoznak a hajózási körülmények javításával és a vízelvezetés megváltoztatásával. 1942-ben csekély eredményt értek el a Walipupe-tavat és a Luapula kifolyását összekötő csatornával, a csatorna feladata az lett volna, hogy utat vágjanak a kasszavát és más terményeket szállító motoros vízi járműveknek a tó északi része felől a Luapulán fekvő Kapalala révig, majd innen tovább a rézövezetig (Copperbelt), Zambia fontos rézbányászati körzetéig.

### Lagúnák
A mocsarat számos lagúna szabdalja, ezek közül a legjelentősebbek: délnyugaton a Chali-tó (12), keleten, a Lulingilla-folyó torkolatánál a Chaya-tó (13), északkeleten, a Chambeshi és a Luansenshi folyók (20) összefolyásánál a Wumba-tó (14) és a Nsalushi-sziget (25) közelében a Pook lagúna (15).

### Egyéb jellegzetességek
Az északi oldalon több széles, mocsaras folyótorkolat található, ezek a Lupososhi torkolat (16), a Luena torkolat (17), és a Chambeshitorkolata (19) (a beléömlő Luansenshi torkolatával együtt).
A keleti és délkeleti oldalon a Munikashi, Luitikila, Lumbatwa, Lukulu és Lulimala folyók táplálják a mocsarat. Ezek közül az utolsó három folyótorkolatában kialakult legelők a zambézi mocsáriantilop fő élőhelye.
A mocsár központi részében, mely a Chilubi-szigettől délre esik, egy nagy méretű sekély terület fekszik, a Lunga Bank (27). Ez a terület az esős évszakban igen sekély, a száraz évszak vége felé pedig gyakran kiszárad. 
A pigmeus legendák szerint a tó az Emela-ntouka, egy titokzatos állat élőhelye.

### Árterek
A mocsaras területtől délre és északkeletre nagyméretű, fűvel borított árterületek fekszenek, területük eléri a 3000 km²-t. Ezek a területek az esős évszakban a mocsárrendszer részévé válnak. A mocsár déli árterületein a terület endemikus faja a zambézi mocsáriantilop él.

## Az európaiak kutatásai
Az európaiak a helyi törzsi vezetők, például Kazembe törzsfőnök, valamint a szuahéli kereskedők leírásaiból ismerték a tavat; a legjelentősebb helyi törzs neve után néha „Bemba-tóként” is emlegették. 1868-ban a felfedező és hittérítő David Livingstone volt az első európai, aki megpillantotta a tavat a Chifunabuli-tó északi végénél. Csónakkal egészen a Mbabala-szigetig jutott el. Utolsó expedíciója néhány évvel később elakadt a mocsárban és a kanyargós csatornák útvesztőjében, miközben a tavat tápláló és annak vízét elvezető folyókat keresték. Livingstone 1873-ban hunyt el, a tótól mintegy 100 km-re, Chitambo főnöknek a déli árterület szélén fekvő falucskájában. A helyen, ahol meghalt, ma a Livingstone emlékmű áll.
Bangweulu halban és vadban gazdag árterületei késztették II. Lipót belga királyt, hogy határtárgyalásokba kezdjen Kongói Szabadállama és az Észak-Rhodéziában kormányzó britek között egy folyosó létrehozataláról, melyen keresztül Katangából elérhető lett Bangweulu. Ez eredményezte a Kongói Nyúlvány (34) létrejöttét, mely, - mint később kiderült – nem hatolt be eléggé a területre, hogy a kívánt természeti kincsekhez hozzáférjenek. 
Az első keresztény missziókat az 1900-as évek elején alapították Bangweuluban a katolikus Joseph Dupont püspök irányítása alatt, akinek székhelye a zambiai Kasamától északra volt.

## Települések
A tó körzetében a bembák és a velük közeli kapcsolatban élő, bemba (chibemba) nyelvet beszélő törzsek élnek. A bembák központi területe, ahol a bemba nagyfőnök, a csitimukulu él, északkeleten, Kasama környékén van.

### Halászat
A tó időszakos halászati ipara következtében a halászati szezonban a tó lakossága jelentősen megnövekszik. Az 1989-es éves halfogást 11 900 tonnára becsülték, melyet 10 300 ember ért el 5305 fatörzsből kivájt csónak, 114 épített és üvegszálas csónak, és mindössze 54 motoros csónak segítségével. A 2000. évi fogás 13 500 tonna volt.

### Földgázvezeték
2004 elején egy európai, magánkézben lévő vállalkozás előzetes terveket készített egy földgázvezeték építésére, mely a tó délkeleti részén haladt volna keresztül. A tervnek része volt egy gátrendszer építése is, mely a tó egy részének részleges vízelvezetését is lehetővé tette volna. A terv éles ellenállást váltott ki a helyi emberek, valamint a környezetvédők részéről. Hosszas pereskedések és meghallgatások után az európai cég letett a tervekről, és inkább elkerülő útvonalon építették meg a gázvezetéket. 

### Városok és körzetek
A környék legnagyobb városa, Samfya a tó délnyugati partján fekszik. A város a közúti és hajóközlekedés, valamint a turizmus központja, emellett a tó és a mocsár kétharmadára kiterjedő Samfya körzet adminisztratív székhelye is. A terület többi része a Chilubi körzethez tartozik, kormányzati irodája, bomája a Chilubi-szigeten (6) található, melyet kelet felől a mocsár határol. A Luwingu körzet éppen csak érinti a tavat Nsombonál, mely a tó északi végén fekvő legnagyobb város. Mpika és Kasama körzetek éppen csak érintik az árterület keleti szélét, Serenje körzet és a Kongói Nyúlvány pedig az árterület déli végét.

### Szigetek
A Bangweulu tórendszerben számos lakott sziget található.
A tavon:
- Chilubi-sziget (6), a szigetek közül a legnagyobb, részben a tóban, de főként a mocsárban fekszik
- Mbabala-sziget (3), homokpad, mely a Walilupe-tavat választja le
- Chishi-sziget (5), a tó északi részének közepén
- Lifunge Mwenzi-sziget (7), a Chifunabuli-tó északi részét választja le
- Kisebb szigetek: Chindo és Ibula szigetek, az északnyugati part közelében, Chibwe Ngombe-sziget, aprócska sziget a Chilubi-szigettől északnyugatra.

A mocsárban:
- Nsumbu-sziget (8), a Chilubi-szigettől keletre
- A mocsár keleti felén: Chisale-sziget, Panyo-sziget (24), Nsalushi-sziget (25), Nsumpa-sziget, Matonga-sziget és Kawulu-sziget
- A Chambeshi-folyó torkolata közelében, a mocsár keleti felén: Mutwamina-sziget és Munyanga-sziget
- A mocsár déli részén: Ncheta-sziget (26) (Bwalya Mponda faluval) és Mbo, a Luapula kilépésétől keletre
- Kasoma falu a Lunga-pad délkeleti szélén
- Kalimakonde falu a Churchill csatorna partjain

Az esős évszak szigetei: a mocsár szélén, száraz évszakban összeköttetésük van a szárazfölddel:
- Északkeleten: Kasansa-sziget (23), Chichile-sziget (22), Luangwa-sziget, Mbishi-sziget és Munkanta a Chaya-tó szélén, ahol a Lulingila-folyó beömlik a mocsár keleti részébe.
- Délen: Kasenga (28), a Kangwena-tó betorkollása közelében, Kataba (29), Yongolo és Itulo a mocsár délkeleti szélén.

#### Egyéb települések
- Lubwe (30), a Chifunabuli-tavon, katolikus missziója és kórháza van
- Kasaba (31), a katolikus misszió északnyugaton
- Santa Maria, misszió a Chilubi-szigeten
- Mpanta, Samfyától keletre a Walilupe-tó vízlevezető csatornáján
- Twingi (32), misszió a Kapata-félsziget déli végén
- Chaba (33), északkeleten
- Mofu, északkeleten.